# Michael Schär
Pour les articles homonymes, voir Schär.
Michael Schär, né le 29 septembre 1986 à Geuensee, est un coureur cycliste suisse, professionnel de 2006 à 2023, reconverti directeur sportif.

## Biographie

### Début de carrière professionnelle
Michael Schär devient coureur professionnel en août 2006 au sein de l'équipe suisse Phonak, en provenance de l'équipe Hadimec, qui lui fait signer un contrat portant jusqu'à la fin de l'année 2008. Le propriétaire de l'équipe Andy Rihs annonce cependant deux semaines plus tard la dissolution de l'équipe à l'issue de la saison. Cette décision est une conséquence de l'annonce du contrôle antidopage positif du leader de l'équipe Floyd Landis lors du Tour de France qu'il a remporté. L'équipe Phonak avait déjà connu onze cas de dopage auparavant. En septembre, Michael Schär compose avec Fabian Cancellara l'équipe de Suisse lors du championnat du monde du contre-la-montre à Salzbourg, en Autriche. Il finit 45e de cette course, remportée par Cancellara.

### 2007-2009: chez Astana
En 2007, Michael Schär rejoint la nouvelle équipe Astana, financée par des entreprises kazakhe et domiciliée en Suisse. Troisième du Tour de Saxe et sixième du championnat de Suisse contre-la-montre, il participe aux championnats du monde à Stuttgart en Allemagne. Il y représente la Suisse lors de l'épreuve contre-la-montre, avec Simon Zahner et Fabian Cancellara. Ce dernier emporte son deuxième titre de champion du monde, tandis que Michael Schär prend à nouveau la 45e place. En 2009, il participe à son premier grand tour, le Tour d'Espagne, qu'il termine à la 110e place.

### 2010-2018: chez BMC
En 2010, il est recruté avec son coéquipier Steve Morabito par l'équipe BMC Racing, qui modifie une grande partie de son effectif et se renforce avec les arrivées d'Alessandro Ballan, Cadel Evans, George Hincapie. En juillet 2011, il est l'un des coéquipiers de l'Australien Cadel Evans lors de sa victoire sur le Tour de France.
En 2012, Michael Schär forme avec Fabian Cancellara, Martin Elmiger, Grégory Rast et Michael Albasini l'équipe de Suisse lors de la course en ligne des Jeux olympiques de Londres. Il en prend la 87e place. Il dispute en fin de saison la course en ligne des championnats du monde, avec pour leader Michael Albasini. Il la termine à la 50e place.

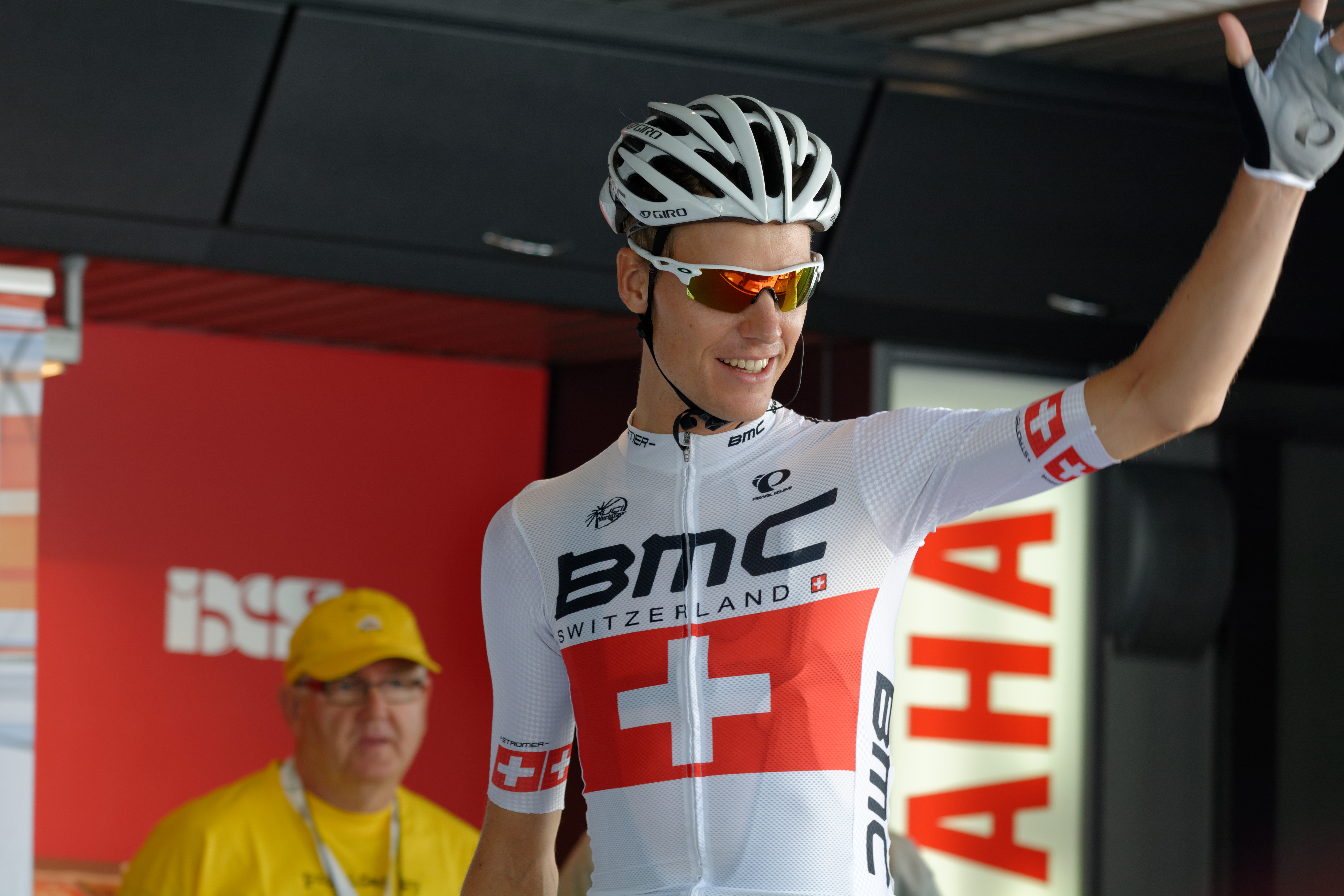
Michael Schär vêtu du maillot de champion de Suisse, lors du Tour de Suisse 2014.

Champion de Suisse sur route en juin 2013, Schär participe ensuite au Tour de France. Il chute durant la septième étape, ce qui lui provoque une subluxation de l'épaule gauche. Cette blessure le contraint à ne pas prendre le départ de la neuvième étape.
En juillet 2014, il est équipier de Tejay van Garderen au Tour de France. Le mois suivant, il gagne une étape du Tour de l'Utah. 
Préselectionné pour les championnats du monde 2014, il figure dans une deuxième préselection mais n'est finalement pas retenu.
En 2015, Schär est à nouveau équipier de Van Garderen au Tour de France. BMC y remporte la neuvième étape, disputée en contre-la-montre par équipes.
Au deuxième semestre 2018, il termine neuvième de la première édition de la Great War Remembrance Race, une nouvelle course cycliste disputée en Belgique.

### 2021-2023: AG2R Citroën
Michael Schär annonce en mai 2023 arrêter sa carrière en fin de saison, comme son chef de file Greg Van Avermaet.

## Après-carrière
Une fois sa carrière professionnelle terminée, Michael Schär devient directeur sportif et rejoint à partir de 2024 la formation UCI WorldTeam Lidl-Trek.

## Palmarès

### Palmarès amateur
| - 2002 - Champion de Suisse sur route débutants - Prix des Vins Henri Valloton débutants - 2003 - Champion de Suisse de la montagne juniors - 2e étape du Grand Prix Général Patton - 2e du Grand Prix Général Patton - 3e du championnat de Suisse sur route juniors - 2004 - Champion de Suisse du contre-la-montre juniors - Trofeo Emilio Paganessi - Tour du Pays de Vaud : - Classement général - 2eb étape (contre-la-montre) - 4e du championnat du monde du contre-la-montre juniors | - 2005 - Champion de Suisse du contre-la-montre espoirs - 2e du Grand Prix Colli Rovescalesi - 2006 - Champion de Suisse du contre-la-montre espoirs - 2e du Giro della Valsesia - 5e du championnat d'Europe sur route espoirs |  |

### Palmarès professionnel
- 2007
  - 3e du Tour de Saxe
- 2013
  -  Champion de Suisse sur route
  - 2e étape du Tour du Qatar (contre-la-montre par équipes)
- 2014
  - 2e étape du Tour de l'Utah
- 2015
  - 3e étape du Critérium du Dauphiné (contre-la-montre par équipes)

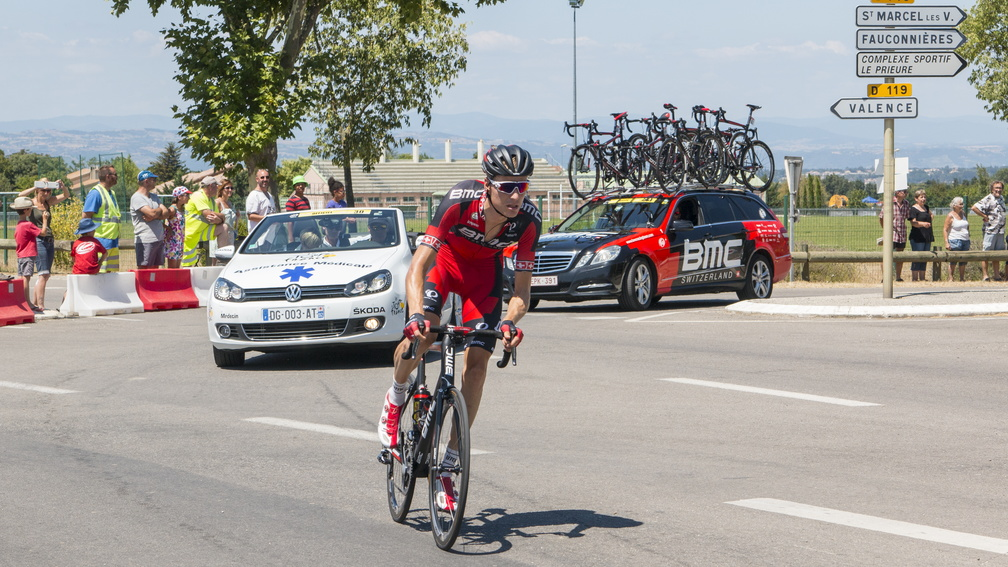
Michael Schar durant le Tour de France 2015

  - 9e étape du Tour de France (contre-la-montre par équipes)
- 2016
  - 2e du Tour des Fjords
- 2017
  - 1re étape du Tour de la Communauté valencienne (contre-la-montre par équipes)
- 2018
  - 3e étape du Tour de la Communauté valencienne (contre-la-montre par équipes)
  - 1re étape de Tirreno-Adriatico (contre-la-montre par équipes)
  - 1re étape du Tour de Suisse (contre-la-montre par équipes)
  - 3e étape du Tour de France (contre-la-montre par équipes)
  - 3e du championnat de Suisse sur route

## Résultats sur les grands tours

### Tour de France
11 participations
- 2011 : 103e
- 2012 : 49e
- 2013 : non-partant (9e étape)
- 2014 : 43e
- 2015 : 56e, vainqueur de la 9e étape (contre-la-montre par équipes)
- 2016 : 76e
- 2017 : 72e
- 2018 : 90e, vainqueur de la 3e étape (contre-la-montre par équipes)
- 2019 : 70e
- 2020 : 69e
- 2021 : 58e

### Tour d'Italie
1 participation
- 2010 : 99e

### Tour d'Espagne
1 participation
- 2009 : 110e

## Classements mondiaux
| Année                                 | 2005 | 2006 | 2007 | 2008 | 2009 | 2010 | 2011 | 2012 | 2013 | 2014 | 2015 | 2016 | 2017  | 2018 | 2019 | 2020  | 2021 | 2022 | 2023  |
| ------------------------------------- | ---- | ---- | ---- | ---- | ---- | ---- | ---- | ---- | ---- | ---- | ---- | ---- | ----- | ---- | ---- | ----- | ---- | ---- | ----- |
| UCI World Tour                        |      |      |      |      |      |      | nc   | nc   | nc   | nc   | nc   | nc   | 237e  | 187e |      |       |      |      |       |
| Classement mondial                    |      |      |      |      |      |      |      |      |      |      |      | 344e | 842e  | 435e | 802e | 1158e | 847e | 838e | 1589e |
| UCI Europe Tour                       | 940e | nc   |      |      |      | nc   |      |      |      |      |      | 394e | 1856e | 523e | 585e | 896e  | 652e | 624e | nc    |
| UCI Asia Tour                         | nc   | nc   |      |      |      | nc   |      |      |      |      |      | 150e | 405e  | 618e |      |       |      |      |       |
| UCI America Tour                      | nc   | nc   |      |      |      | nc   |      |      |      |      |      | 504e | nc    | nc   |      |       |      |      |       |
|                                       |      |      |      |      |      |      |      |      |      |      |      |      |       |      |      |       |      |      |       |
| Légende : nc = non classéSource : UCI |      |      |      |      |      |      |      |      |      |      |      |      |       |      |      |       |      |      |       |